# 25340 Segoves
25340 Segoves (1999 RX31) là một tiểu hành tinh vành đai chính bên trong được phát hiện ngày 10 tháng 9 năm 1999 bởi M. Tichy và Z. Moravec ở Klet.